# Plight
Plight (Aussprache (Englisch): [plaɪt])  ist ein Environment beziehungsweise eine Installation des deutschen Künstlers Joseph Beuys (1921–1986).

## Werk
Erstmals wurde Plight im Oktober 1985 in der Anthony d’Offay Gallery in London installiert und der Öffentlichkeit vorgestellt. Das Environment umfasst zwei fast schallisolierte Räume, welche von Beuys mit 284 doppelreihigen, 150 cm hohen Filzrollen komplett ausgestattet wurden. Der Raum hatte kein Tageslicht, die Filzwände werden lediglich indirekt beleuchtet. In einem der Räume befinden sich ein geschlossener Konzertflügel. Auf diesem liegt eine Schreibtafel mit Notenlinien, die unbeschrieben ist, darauf ein Fieberthermometer. Der Titel der Installation heißt übersetzt: Not, Verfall, schwierige Lage; das englische Wort entstand aus einer Verballhornung des deutschen Wortes Pflicht.
Plight war die letzte größere Arbeit von Joseph Beuys in Großbritannien. Beuys starb ein Jahr später im Januar 1986. Das Werk ist mittlerweile in die Sammlung des Centre Georges Pompidou in Paris eingeflossen.

## Interpretation
Zur Ausstellungseröffnung erklärte Beuys in einem Interview mit der Journalistin Ruth Baumgarten:

„Plight ist das Ergebnis eines Experiments zu einer speziellen Art von Laboratorium, in welchem die Grenzen der Kunst erweitert werden. Ich wende mich an den vitalen, menschlichen Sinn für Temperatur, weil ich der materialistischen Ideologie der visuellen Künste‚ entgegen getreten bin, welche alles in einer intellektuellen Gegenüberstellung von Subjekt und Objekt reduziert. Es ist nicht die Aufgabe der Kunst irgendetwas intellektuelles zu verstehen, weil eine logische Folge von Sätzen das viel besser erreichen kann. Ich möchte die Menschen die Kraftfelder erfahren lassen, die sie konstituieren. Und zu diesem Zweck spreche ich nicht nur die visuelle Wahrnehmung an, sondern auch den Sinn für Gleichgewicht und Temperatur, Geruch und Gefühl. Denn man hat darauf zu bestehen die zentralen Kräfte zu erreichen: Denken, Gefühl und Willen“